# 6965 Niyodogawa
6965 Niyodogawa (1990 VS2) là một tiểu hành tinh vành đai chính được phát hiện ngày 11 tháng 11 năm 1990 bởi T. Seki ở Geisei.